# توشیکو هیگاشیکونی
توشیکو هیگاشیکونی (انگلیسی: Toshiko Higashikuni; ۱۱ مهٔ ۱۸۹۶ – ۵ مارس ۱۹۷۸) اهل امپراتوری ژاپن، چهاردهمین فرزند و نهمین دختر امپراتور میجی و فرزند هفتم و پنجمین دختر سونو ساچیکو، پنجمین سوکوشیتسوی امپراتور بود.